# Plusia disconulla
Plusia disconulla là một loài bướm đêm trong họ Noctuidae.